# 인간의 삶
《인간의 삶》(러시아어: Жизнь человека)는 레오니트 안드레예프의 소설이다.

## 작품 소개
재능은 있지만 가난한 건축가가 끼니도 굶을 정도로 어려운 생활을 영위하다 재능을 인정받은 후 엄청난 명성과 부를 누리게 된다. 그러나 그의 명성과 부는 모래 위에 쌓은 허망한 모래 탑처럼 하나둘 사라지고, 그의 외아들마저 길거리 불한당에 의해 비참한 죽음을 맞이하게 된다. 전반적으로 음울한 회색빛 분위기에서 그려지는 이 작품은 인간의 삶을 리얼하게 보여주고 있다. 주어진 운명과 숙명 속에서도 끝까지 굴하지 않는 당당함, 화려하면서도 고통스럽고 처절한 인생, 외로움을 통해 과연 산다는 것이 무엇인가를 다시 한 번 되돌아보게 만든다.
전통적 희곡은 막과 장으로 구성되어 있지만, ＜인간의 삶＞은 막이 없이 장으로만 구성되어 있으며, 장 앞에 프롤로그가 있는 형식을 취하고 있다. 프롤로그는 소설의 서사 기법처럼 두 명의 화자가 등장하는데, 보이지 않는 화자가 회색 옷을 입은 사람인 ‘그’라는 화자를 소개하고 ‘그’라는 화자가 희곡 전체를 소개하는 구조를 갖고 있다. 등장인물 간의 대화 외에 희곡 중간 중간에도 소설처럼 긴 대화나 독백이 있는데, 3장의 무도회 장면 전체와 5장 죽음의 장면은 희곡이라기보다는 소설의 대화 형식을 유지하고 있다. 등장인물들은 이름이 없이 인간, 아내, 친구, 적, 술꾼, 노파 등의 일반명사로 불림으로써 한 특정 개인의 삶이 아니라, 인간이면 누구나 겪게 되는 보편적인 삶의 여정을 보여준다. 프롤로그가 있는 총 5장으로 구성된 ＜인간의 삶＞은 탄생, 가난, 부와 명성, 불행, 죽음이라는 다섯 개의 큰 테마로 구성되어 인간의 운명 속에 필연적으로 등장하는 삶의 여러 단계를 묘사하고 있다.
작품 집필 후, 안드레예프는 동년배 작가였던 막심 고리키에게 “＜인간의 삶＞은 깊고 냉철하게 연구할 가치가 충분히 있는 작품이다. 처음 읽으면 난센스 같고, 다시 읽으면 불쾌한 난센스 같고, 서른 번 정도 읽어야만 이 작품을 바보 천치가 쓴 게 아니라, 자유로운 형식의 희곡을 추구하는 인간이 썼다는 것을 알 수 있다”고 말했다. 고리키는 그가 새로운 형식의 희곡을 집필했고, 고대 신비극의 형식을 취하면서도 신비극의 주인공은 제거한, 아주 흥미롭고 독창적인 작품을 썼다고 평가했다.

## 서지 정보
- 이수경 역, 2009년, 지식을만드는지식 ISBN 9788962282757